# Féminisme aux États-Unis
Le féminisme aux États-Unis apparaît au XIXe siècle. La Convention de Seneca Falls du 19 et 20 juillet 1848 marque habituellement sa date de naissance. Toute la seconde moitié du XIXe siècle et le début du XXe siècle sont marqués par un combat continu pour obtenir le droit de vote qui aboutit en 1920 par une loi permettant aux femmes de voter et d'être éligibles.

## Première vague féministe

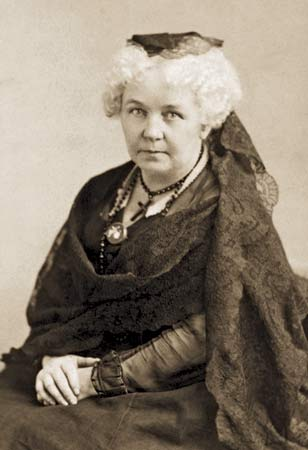
Elizabeth Cady Stanton rédactrice de la déclaration de sentiments en 1880.

La Convention de Seneca Falls qui se tient les 19 et 20 juillet 1848 est traditionnellement l'évènement qui sert à marquer le début du féminisme aux États-Unis. En effet, quarante ans plus tard a lieu le premier congrès du Conseil international des femmes, qui commémore la naissance du féminisme américain par la convention de Seneca Falls. La déclaration de cette convention, rédigée par Elizabeth Cady Stanton, est issue de cette réunion et liste les premières revendications contre le pouvoir masculin. Deux philosophies féministes s'opposent alors. La première demande l'égalité des hommes et des femmes en mettant en avant l'égalité naturelle de tous les êtres humains, la seconde met en avant les caractères qui seraient proprement féminins (la compassion, la tendresse et la pureté) pour justifier une supériorité de la femme sur l'homme. Si a priori ces deux positions sont irréconciliables, dans les faits cela ne s'est pas traduit par un combat entre féministes et certaines ont au cours de leur existence passé d'une position à l'autre. Le rapport entretenu avec l'utopie socialiste distingue aussi différents groupes. Soit la propriété individuelle est vue comme un moyen pour la femme de se libérer, soit la mise en commun des biens par les femmes permet à celles-ci de se passer des hommes. Cette position est très minoritaire après les années 1890. En effet, l'idéologie politique dominante est le conservatisme et les féministes se soucient surtout au droit de vote pour les femmes. En 1890, cette école de pensée se réalise dans la fondation de la National American Woman Suffrage Association. Là les idées radicales sont interdites. Il n'est plus question de critiquer la religion, d'entretenir des relations avec les associations luttant pour les droits des noirs et des immigrés. De plus, les actions militantes sont interdites. Cette période nommée Progressive era s'étend des années 1890 à 1920.
Les féministes de cette époque sont appelées par certains auteurs social feminists, bien que cette expression soit critiquée par d'autres. Elles cherchent à améliorer la société et luttent contre l'alcoolisme, la prostitution et pour la paix ou la protection du consommateur. Dans cette optique le vote des femmes est présenté comme un outil pour que celles-ci aident à la conduite raisonnée de l'état comme elles le font pour les affaires domestiques. La Women's Christian Temperance Union est, parmi les associations qui ont ce genre de programme, celle qui a rassemblé le plus de femmes. Bien qu'elles apparaissent comme conservatrices, les membres de ces associations ne se soumettent pas au pouvoir en place. Comme l'image qu'elles veulent donner de la femme est celle d'une mère protectrice, elles combattent ce qui apparaît comme les vices des hommes (alcool, recours à la prostitution, violence). De plus, bien qu'elles ne se reconnaissent pas dans le programme socialiste elles critiquent le capitalisme qui va à l'encontre des valeurs de bienveillance. Ces associations sont constituées surtout de bourgeoises blanches. Comme les femmes noires ne peuvent faire partie de ces groupes, celles-ci forment leurs propres groupes dont certains se réunissent et forment la National Association of Colored Women, en 1896. Ces associations noires luttent surtout pour l'abolition de la discrimination raciale .
Les idées des progressives ne contentent pas toutes les féministes dont certaines sont attirées par le socialisme ou l'anarchisme. Ce sont surtout des femmes de la classe ouvrière qui sont le plus réceptif à ce type de féminisme. Le discours pose que l'exploitation de la femme est propre au capitalisme et que la fin de celui-ci amènera nécessairement une libération de la femme. Parmi les personnalités de ce mouvement socialiste se trouve Charlotte Perkins Gilman qui soutient aussi les idées du « Feminism ». Le Feminism est un courant de pensée qui va plus loin que ceux du féminisme des années précédentes car l'égalité des droits civiques n'est pas le seul objectif. À côté de celui-ci qui est classique se retrouvent des demandes plus choquantes pour l'époque comme la libération sexuelle, le rejet de la société chrétienne et ses normes et la mise en question de la notion même d'identité sexuelle. Heterodoxy, fondé en 1913 par Marie Jenney Howe à Greenwich Village, est un des groupes phares de ce mouvement. Les membres de cette association réfléchissent aux formes de la domination masculine et les moyens d'en libérer les femmes mais ils mettent aussi en pratique leurs idées concernant la libération sexuelle et la recherche du plaisir. En 1914, Henrietta Rodman, membre d'Heterodoxy crée l'Alliance féministe. Le radicalisme féministe se manifeste aussi en 1916 avec la création du National Woman's Party (NWP) qui critique la National American Woman Suffrage Association (NAWSA) en la jugeant trop timorée bien que depuis 1912 elle soit plus revendicative. Les membres du NWP agissent comme les suffragettes anglaises et manifestent, organisent des actions visibles pour attirer l'attention comme l'occupation de la rue devant la Maison-Blanche en 1917. De plus, elles entament des grèves de la faim lorsqu'elles sont arrêtées.
En 1920, le droit de vote et d'éligibilité est accordé aux femmes (Jeannette Rankin est la première membre de la Chambre des représentants et Rebecca Latimer Felton du Sénat). Il entraîne le reflux progressif du féminisme. A contrario, les associations de femmes noires luttant contre la discrimination persistent. Le conservatisme des années 1920 et 1930 est accepté par de nombreuses femmes qui ne voient plus la nécessité de lutter pour acquérir l'égalité des droits. Il faudra attendre les années 1960 pour que le féminisme retrouve l'énergie déployée durant la fin du XIXe siècle et le début du XXe siècle.

## Deuxième vague

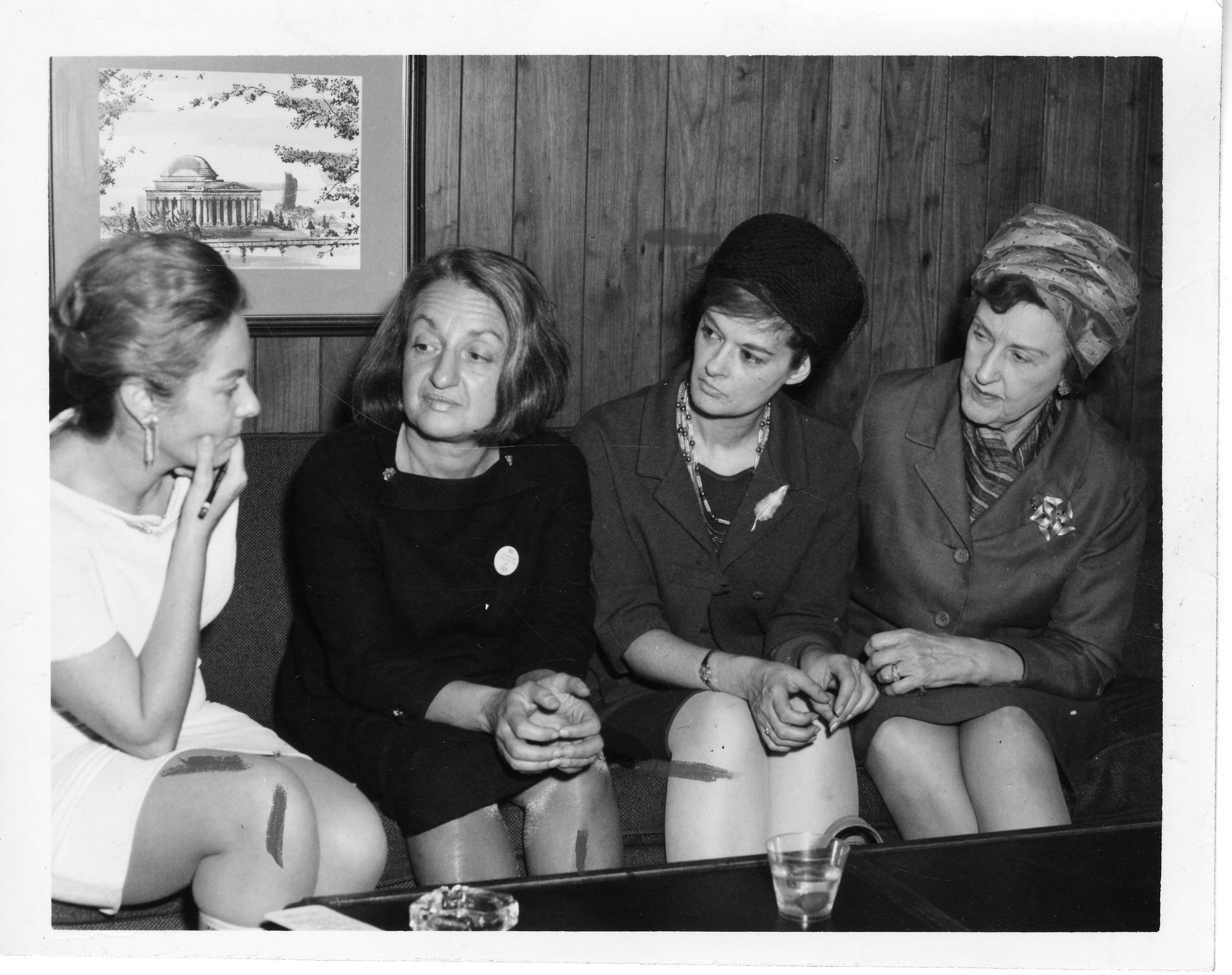
Betty Friedan, Barbara Ireton et Marguerite Rawalt (1968).

Aux États-Unis, Betty Friedan, influencée par Le Deuxième Sexe, écrit en 1963 The Feminine Mystique (publié en français sous le titre La Femme mystifiée). Elle y critique l'image de la femme véhiculée par les médias et s'érige contre la famille nucléaire comme modèle du bonheur. Elle considère que la limitation des femmes à la sphère privée est un gaspillage de leur potentiel. La même année, John F. Kennedy diffuse le rapport sur l'égalité des sexes de la Commission sur le Statut des Femmes qui révèle les discriminations contre les femmes. Ceci conduit à la constitution de nombreux groupes de femmes tant au niveau local que fédéral. Le mouvement se renforce avec les victoires législatives comme la loi sur l'égalité des salaires de 1964 ou la décision de la Cour suprême des États-Unis qui annule une des dernières lois de Comstock sur l'interdiction de la contraception (affaire « Griswold v. Connecticut »). En 1966, Betty Friedan est l'une des fondatrices de la National Organization for Women (NOW, sigle qui se traduit par « « maintenant » »).
Les actions féministes se font provocatrices comme en 1968 quand sont organisées les funérailles de la féminité traditionnelle au Cimetière national d'Arlington, le couronnement d'une brebis « Miss Amérique » et une opération « poubelles de la liberté » qui recueillent des objets symboles d'une féminité corsetée : soutiens-gorge, gaines et faux-cils. Ces années 1960 et 1970 sont une période d'avancées pour la cause des femmes et parmi les victoires des mouvements féministes, on compte, entre autres, l'extension de la discrimination positive aux femmes (1967), la désignation de l'illégalité du viol conjugal, la loi sur l'égalité dans l'éducation pour les femmes (Women's Educational Equity Act) en 1972 ou la légalisation du divorce par consentement mutuel. Ces faits auront surtout permis un changement des mentalités dans la société américaine. Cette période voit aussi des divisions profondes chez les féministes. D'un côté se retrouvent les féministes radicales qui définissent la femme à l'aide de critères physiologiques, de l'autre, les militantes du mouvement de libération des femmes qui décrivent la féminité comme une production sociale. Par ailleurs, alors que le féminisme se présentait comme une défense des droits des femmes quelles que soient leurs particularités, des distinctions liées aux origines ethniques sont mises en lumière. Le black feminism devient un mouvement visible, grâce à des personnalités comme Ella Baker qui expliquent que les femmes noires sont soumises à plusieurs formes d'oppressions qui s'additionnent. Les violences sexistes s'ajoutent aux racistes et, dans une vision marxiste émise par certaines telle Angela Davis, aux violences capitalistes frappant les plus pauvres où se retrouvent de nombreux noirs américains. Ce type de discours prépare ainsi celui sur l'intersectionnalité et plus généralement annonce la troisième vague féministe.

## Période actuelle
En 1991, la féministe Susan Faludi publie l'essai Backlash, dans lequel elle analyse l'influence de courants de la droite américaine sur l'opinion pour revenir sur certains acquis féministes (avortement, études ou encore salariat féminin) pendant les années 1980.